# سایشی نرم‌کامی بی‌واک
سایشی نرمکامی بی‌واک یک صامت است که در گفتار برخی از زبانهای جهان وجود دارد. نماد این همخوان در الفبای آوانگاری بین‌المللی ⟨x⟩ است. در زبان فارسی اولیه این همخوان در واژه های نظیر دختر، خشترپاون و خشایار و .. وجود داشته است و امروزه با حرف «خ» نویسه‌گردانی می‌شود.
در انگلیسی باستان و بعضی زبان‌های اروپایی امروزی مانند انگلیسی اسکاتلندی، از دونگاره gh برای نشان‌دادن این آوا استفاده می‌شود.